# Avahi cleesei
Avahi cleesei is een zoogdier uit de familie van de indriachtigen (Indriidae). De wetenschappelijke naam van de soort werd voor het eerst geldig gepubliceerd door Thalmann & Geissmann in 2005. De soort komt voor in de Tsingy de Bemaraha in het westen van Madagaskar.

## Naamgeving
De soort is genoemd naar de Britse acteur John Cleese ter ere van zijn bijdragen aan natuurbescherming. A. cleesei wordt lokaal "dadintsifaky" genoemd; dat kan vertaald worden als "grootouder van de sifaka". Hij is enkele keren gezien, maar er zijn nog geen exemplaren gevangen.

## Kenmerken
Anders dan A. occidentalis heeft deze soort geen wit gezichtsmasker en geen oogringen. Anders dan zowel A. occidentalis als A. unicolor heeft deze soort een donkere vlek op het voorhoofd.